# Leah Ayres
Pour les articles homonymes, voir Ayres.
Leah Ayres (née Leah Simpson) est une actrice américaine née le 28 mai 1957 à Baltimore. Elle est surtout connue pour avoir joué dans Bloodsport avec Jean-Claude Van Damme.

## Biographie
Leah Ayres est mariée à Bruce Kalish (en), scénariste et producteur américain. Ils ont un fils, Mackenzie Austin Kalish, né le 21 juin 1993.

### Carrière
Le premier grand rôle de Leah Ayres était dans le soap opéra The Edge of Night où elle incarnait le rôle de Valerie Bryson dans le début des années 1980. Ayres a aussi joué dans le film Carnage en 1981.

## Filmographie

### Cinéma
- 1979 : Que le spectacle commence (All That Jazz) : Nurse Capobianco
- 1981 : Carnage (The Burning) : Michelle
- 1983 : Un flic aux trousses (Eddie Macon's Run) : Chris
- 1987 : Hot Child in the City : Rachel Wagner
- 1988 : Bloodsport : Janice Kent
- 1992 : The Player : Sandy

### Télévision
- 1979 : Love of Life (en) : Christy Bringham
- 1979 : Mother and Me, M.D. (téléfilm) : Barrie Tucker
- 1982-1983 : The Edge of Night : Valerie Bryson
- 1983 : Comment se débarrasser de son patron : Linda Bowman
- 1984 : L'Île fantastique : Lauren Spenser
- 1984 : Espionnes de charme (Velvet, téléfilm) : Cass Dayton
- 1984 : L'Agence tous risques : Jenny Olsen
- 1984 : La croisière s'amuse : Nancy Sidon / Arlene Cort
- 1985 : Finder of Lost Loves (en) : Stacey Barnes
- 1985 : Hôtel : Jill
- 1985 : Harry Fox, le vieux renard (en)
- 1985-1986 : Hôpital St Elsewhere : Mona Polito
- 1986 : We're Puttin' on the Ritz : Micki Cline
- 1986 : Jackie et Sara : Jennifer
- 1987 : 1st & Ten (en) : Jill Shrader
- 1987 : 21 Jump Street : Susan Chadwick
- 1987 : Super Flics : Nina Zaga
- 1988 : Un flic de cœur (Police Story: The Watch Commander, téléfilm) : Nancy Morgan
- 1989 : Freddy, le cauchemar de vos nuits : Roxanne Wodehouse
- 1989-1991 : Madame est servie : Pam Harper
- 1990 : The Bradys (en) : Marcia Brady Logan
- 1990 : Capital News : Stephanie Sellars
- 1991 : Enquêtes à Palm Springs : Nicole Benton
- 1992 : Ici bébé (Baby Talk) : Lois Herman
- 1992 : Mariés, deux enfants : Betty
- 1992 : Raven : Ellen
- 1995 : Walker, Texas Ranger : Tara Flynn
- 1998 : Les Aventures fantastiques d'Allen Strange (en) : Ms. Symonds
- 1998 : Sliders : Les Mondes parallèles : Darla